# ニレ科
ニレ科（学名：Ulmaceae）は広葉樹の一科である。ニレ属のほか、ハリゲヤキ属、ケヤキ属などが含まれる。

## 形態
いずれも木本で草本は含まれない。葉は単葉で互生し、基部が左右非対称なのが特徴。托葉があるが早く脱落する。花は小型で目立たず、両性または単性（雌雄同株）、子房上位。放射相称で、花被片はふつう4-5枚あり、雄蕊は同数または2倍、雌蕊は2本に分かれる。果実は翼果・堅果。

## 生態
多くは落葉樹である。
ニレ科は一部の樹木の根は菌類と共生し菌根を形成する。イッポンシメジ属（Entoloma）の菌類と作る菌根はハルシメジ型菌根などと呼ばれ、ニレ科及びバラ科の一部に特有の菌根である。マツ科やブナ科によく見られる外生菌根と異なり、ハルシメジ型菌根では菌類と樹木の関係は共生というよりは菌類が樹木に寄生する面が強いとされる。ハルシメジ（春占地）の名の通り、子実体（キノコ）は春に発生する。

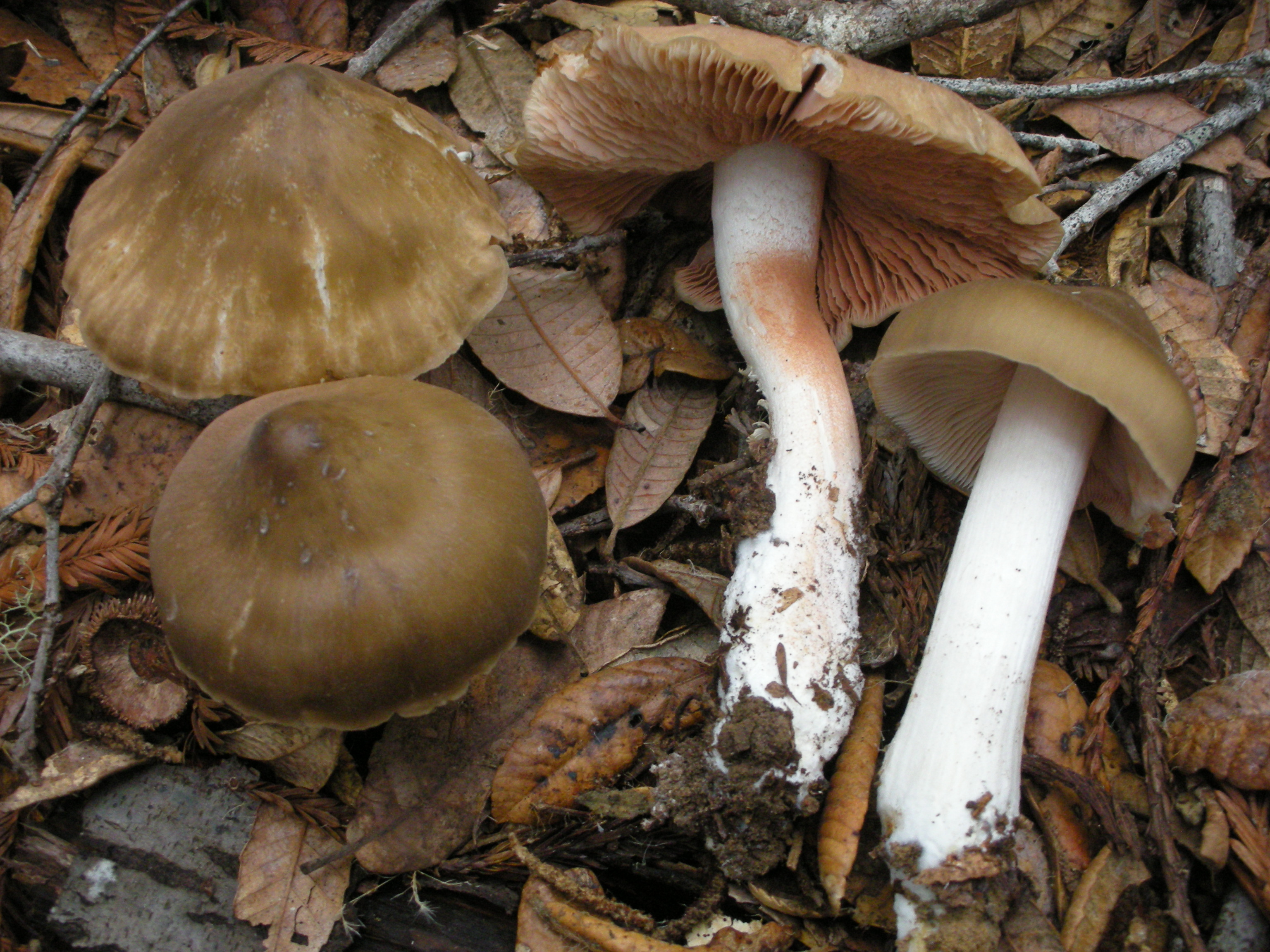
ニレに発生するイッポンシメジ属のキノコ（Entoloma aprile）

## 人間との関わり

### 象徴
ニレ属は良縁の象徴とされる。

### 木材
低い位置から分岐する樹形を持つものが多く、歩留まりが悪いものが多いが、大型種では各種で利用される。

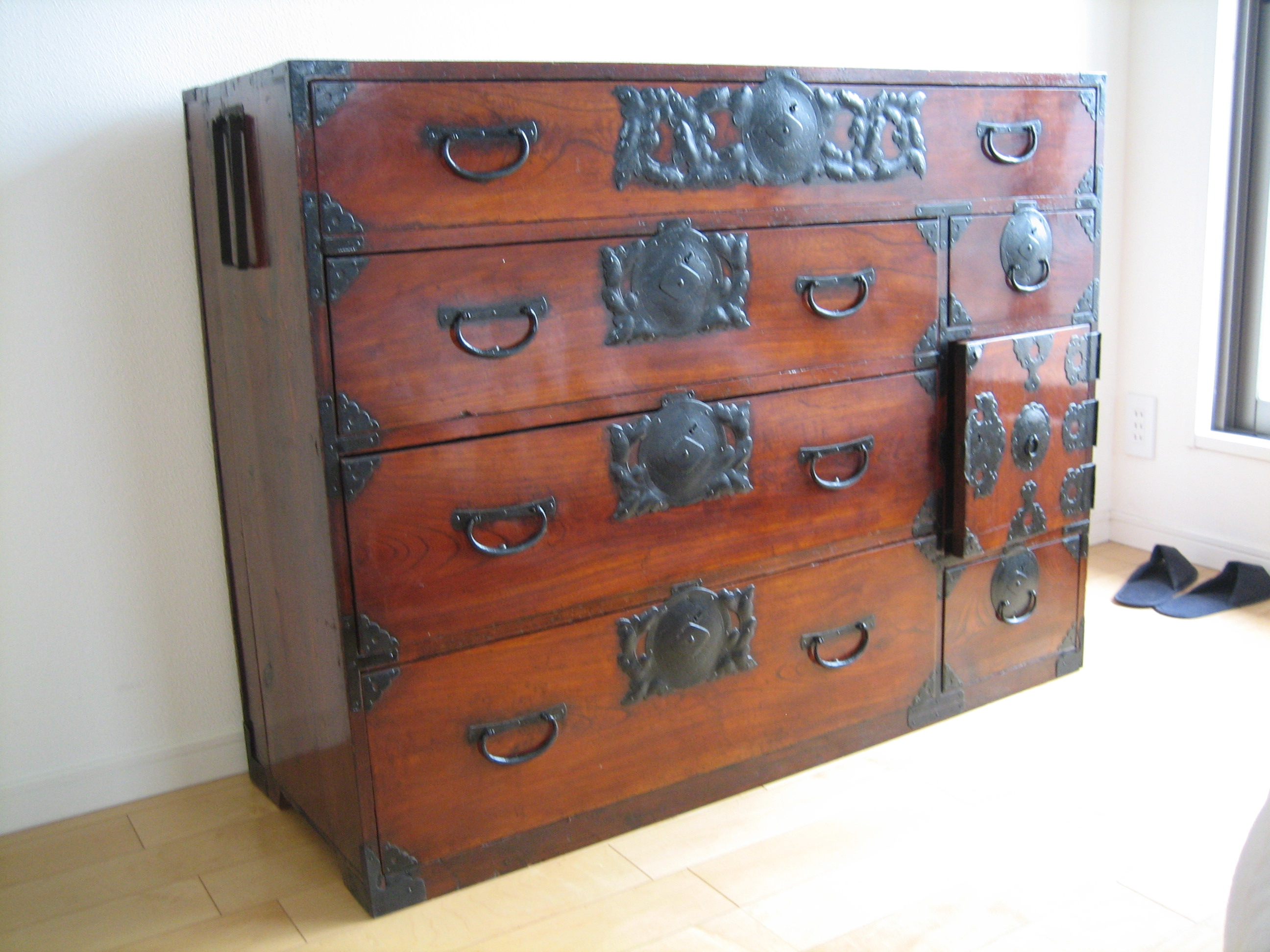
ケヤキ属木材から作られた仙台箪笥
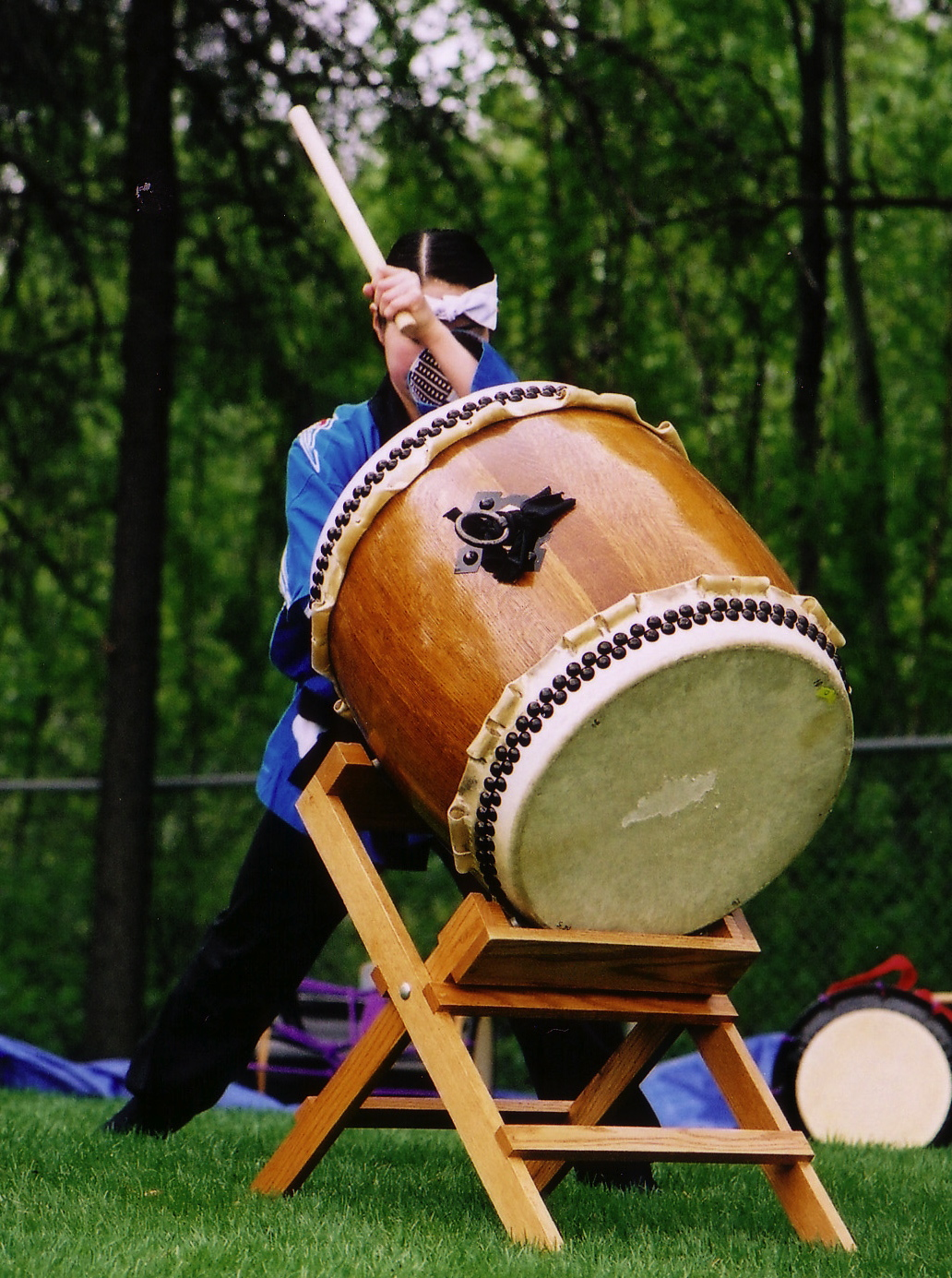
和太鼓の胴にもケヤキがしばしば用いられる

### 食用
ニレ属の若葉などは食用にする地域もあるという

### 繊維
アイヌはニレ属の繊維を使ったアットゥシという織物があった。

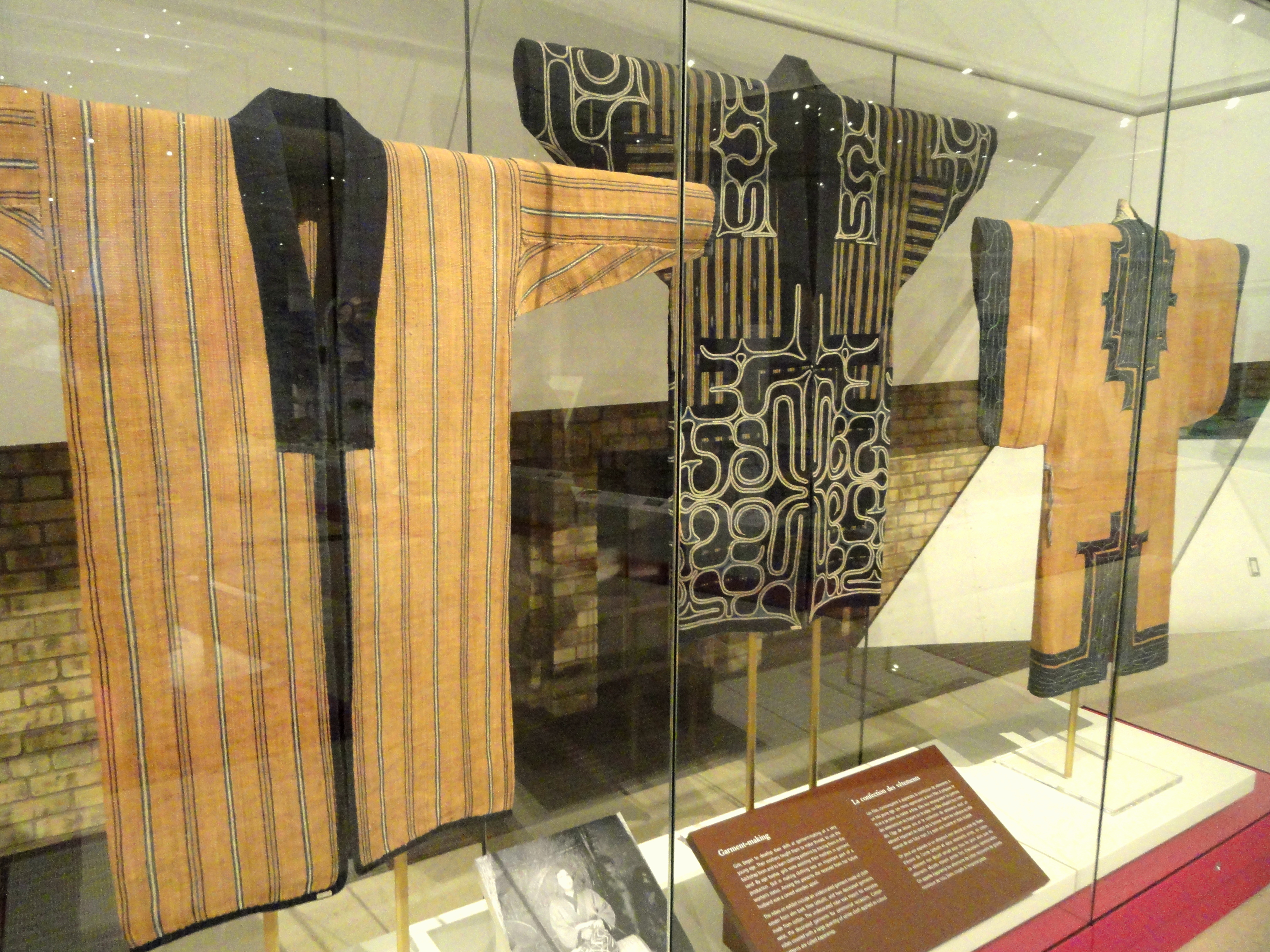
ニレ属の繊維から作られたアイヌの衣装

### 緑化
爽やかな明るい緑色の葉をした新緑や秋の鮮やかな紅葉（黄葉）が魅力であり、剪定にもよく耐える強靭さを持つことから街路樹や公園にもよく植えられる。欧米では主にニレ属が多く、日本ではニレ属に加えてケヤキ属も多い。日本ではケヤキ属は神社などでしばしば大木となっている。

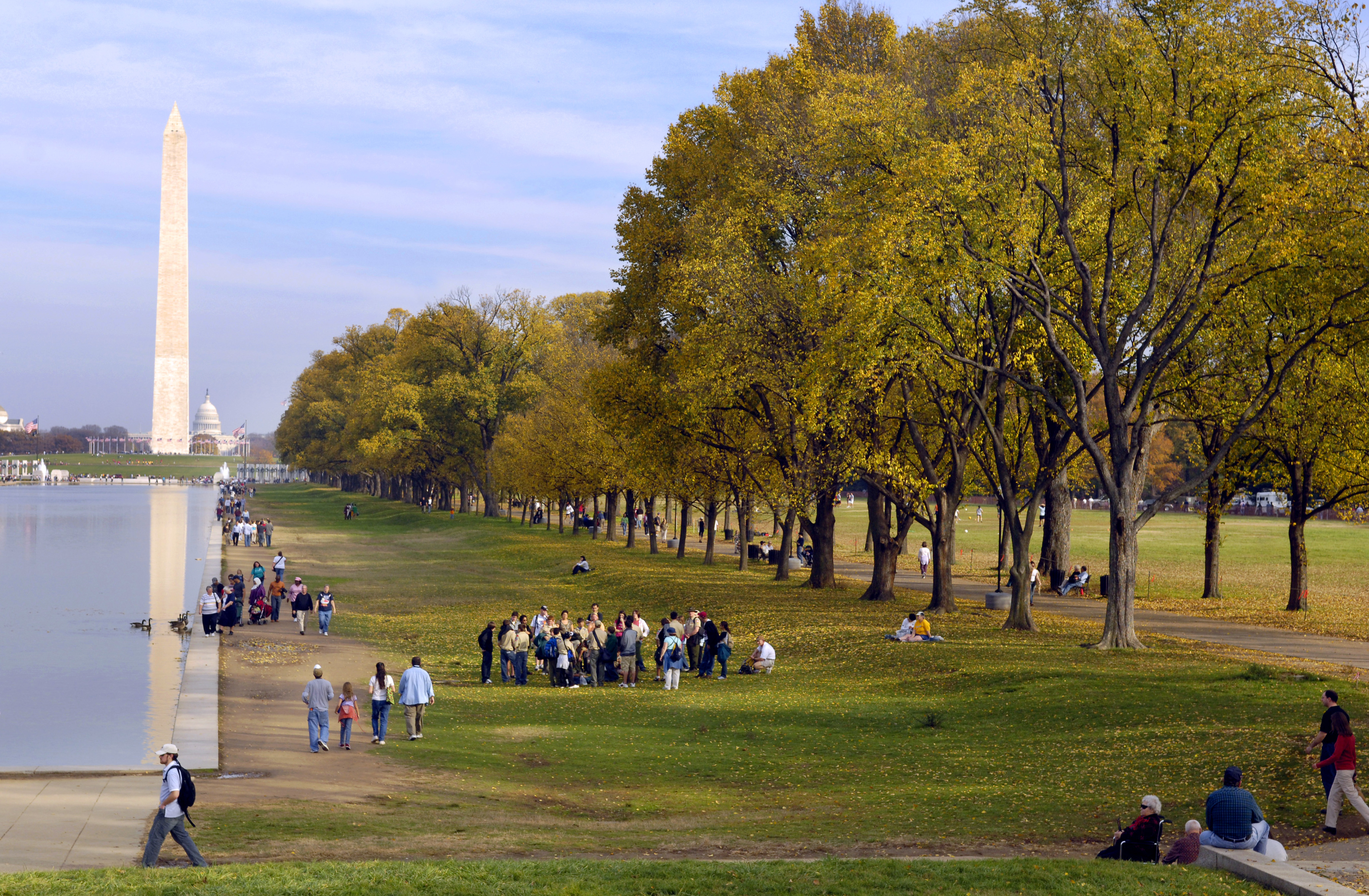
黄葉するニレ属樹木（アメリカ・ワシントンD.C.）
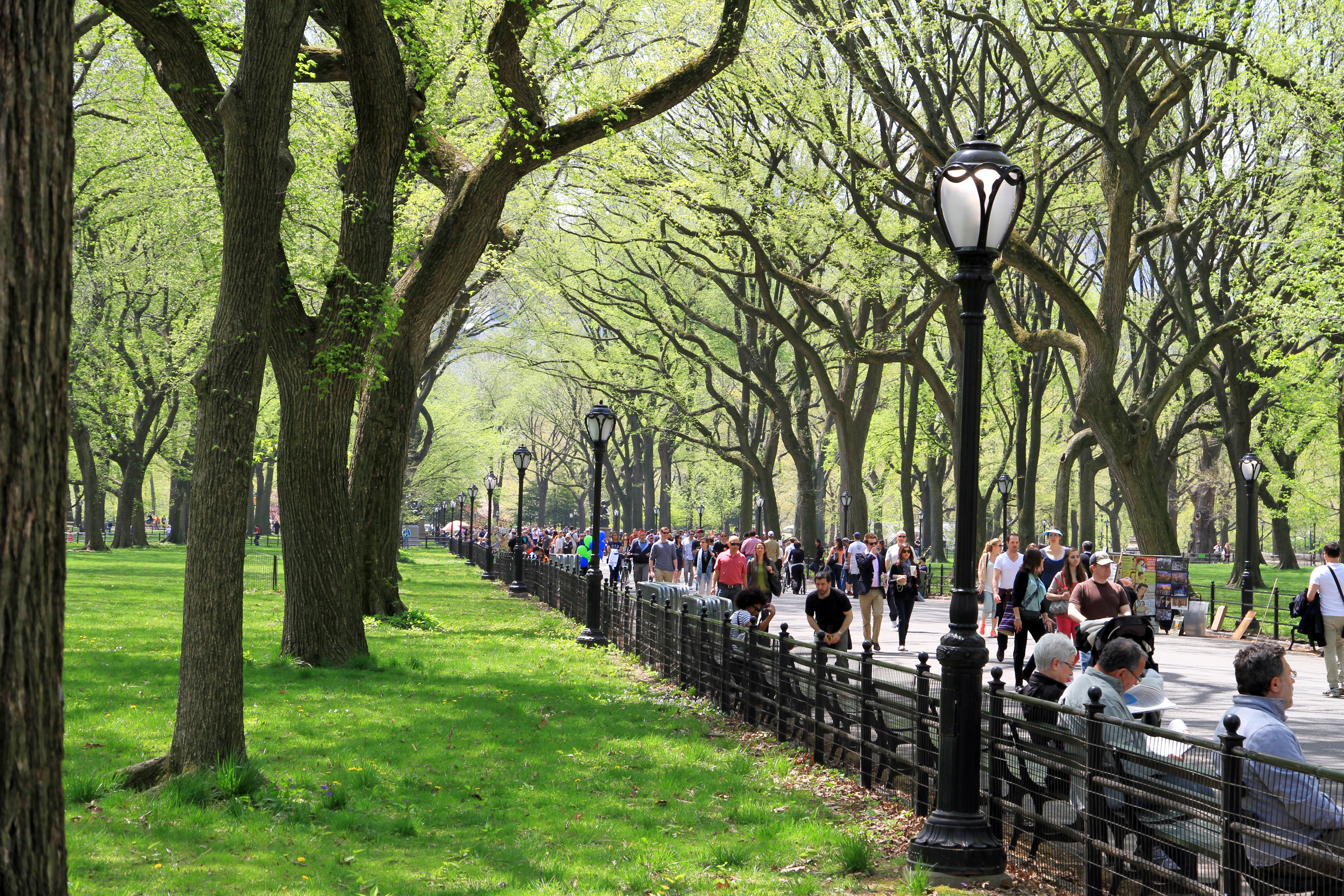
ニレ属の並木道（アメリカ・ニューヨーク）
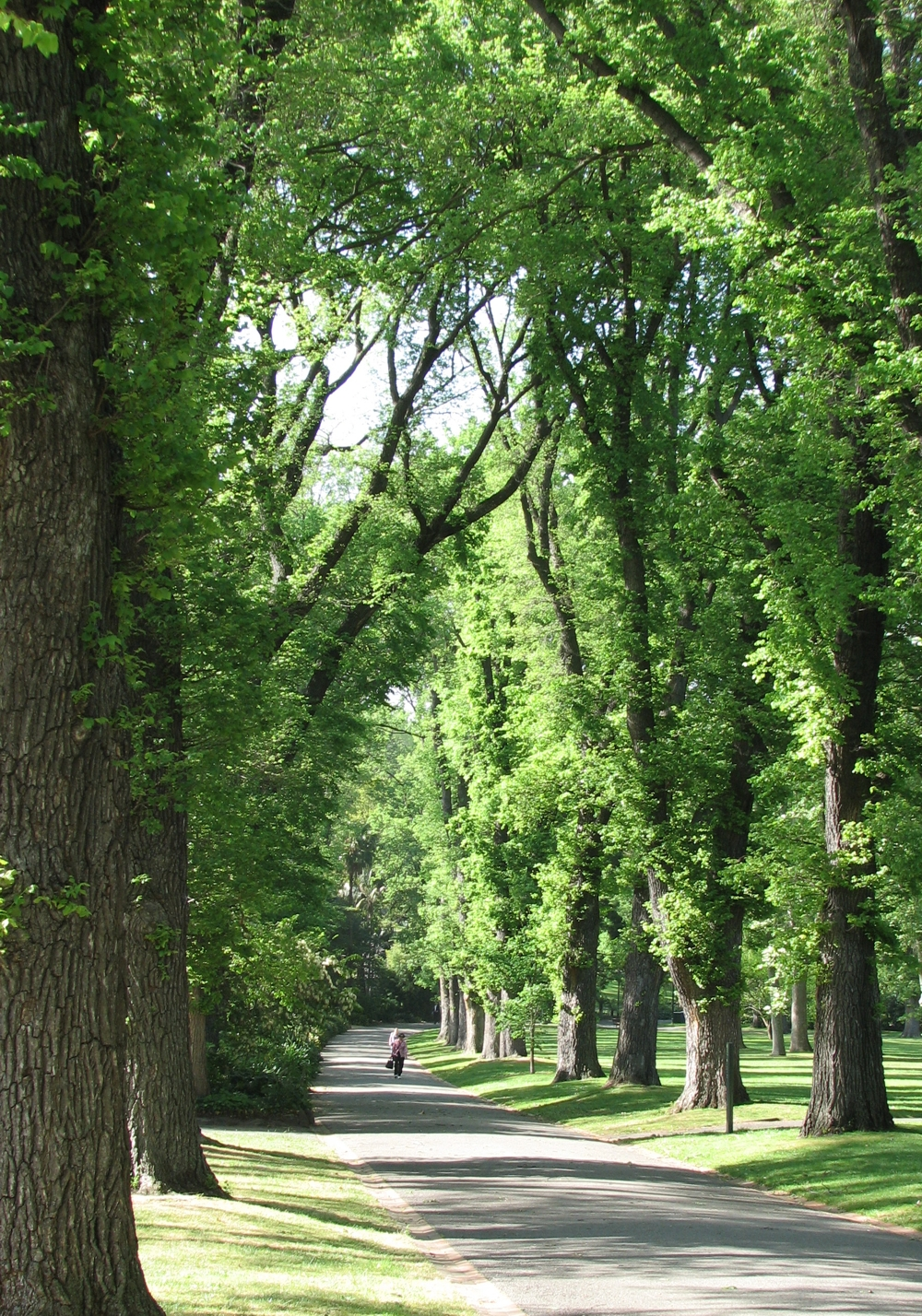
ニレ属の並木道（オーストラリア・メルボルン）
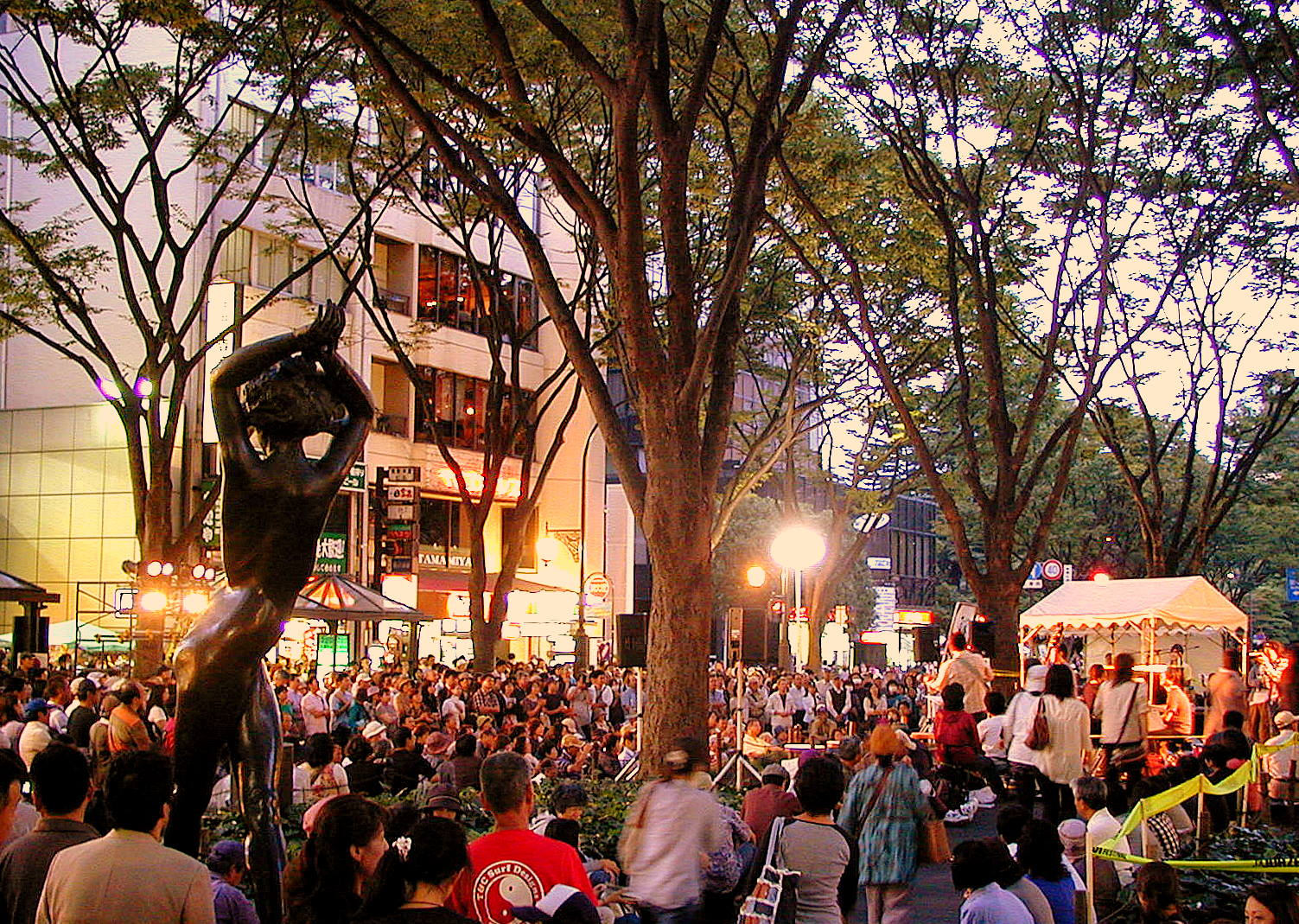
ケヤキ属の並木道（日本・仙台市）

## 分類
- Ampelocera

和名未定の属。中南米に15種ほどが知られる。
- ハリゲヤキ属 Hemiptelea

中国に分布するハリゲヤキ(Hemiptelea davidii, 中国名；刺楡）一種だけが知られる単型の属である。

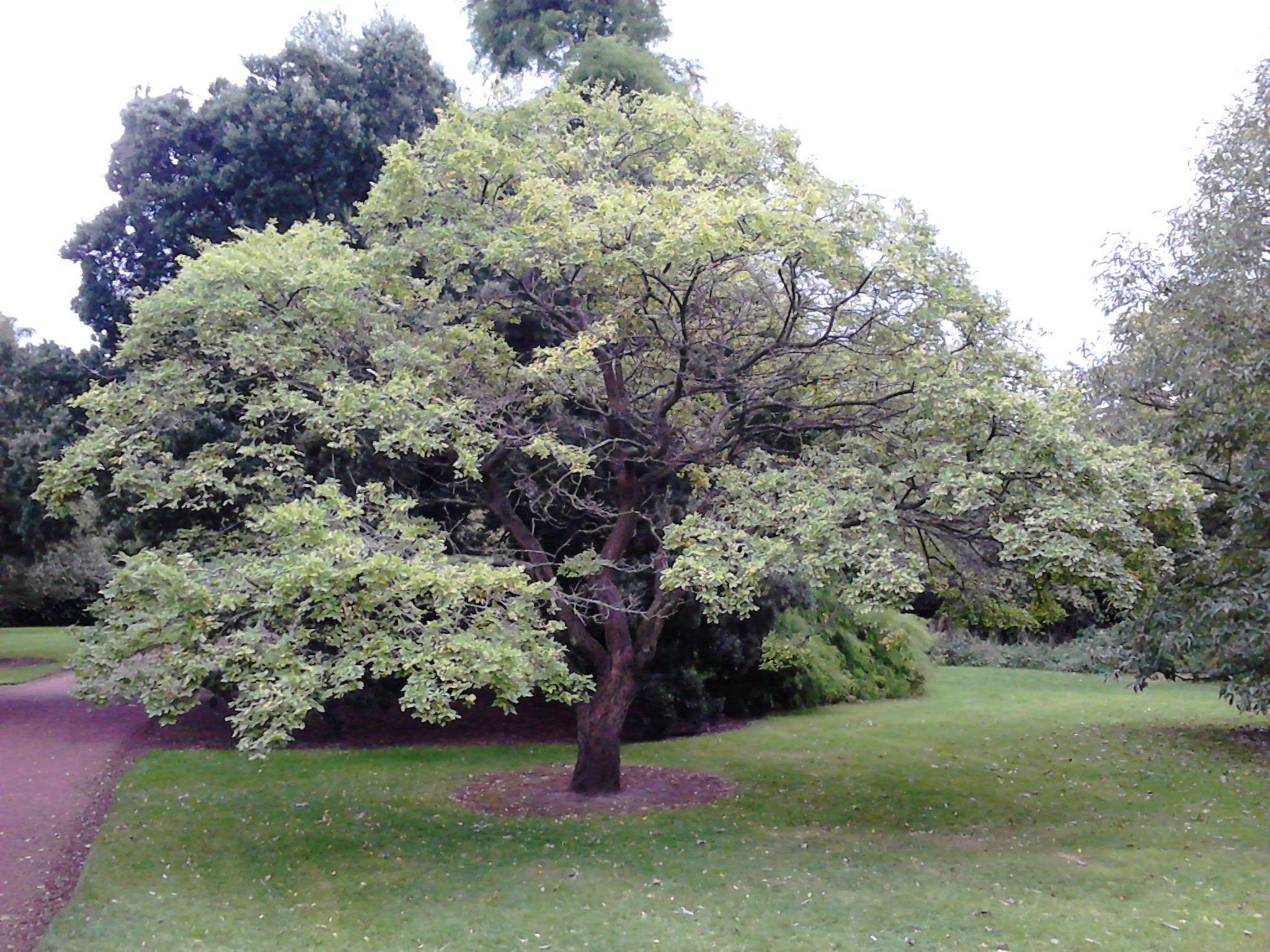
ハリゲヤキの樹形
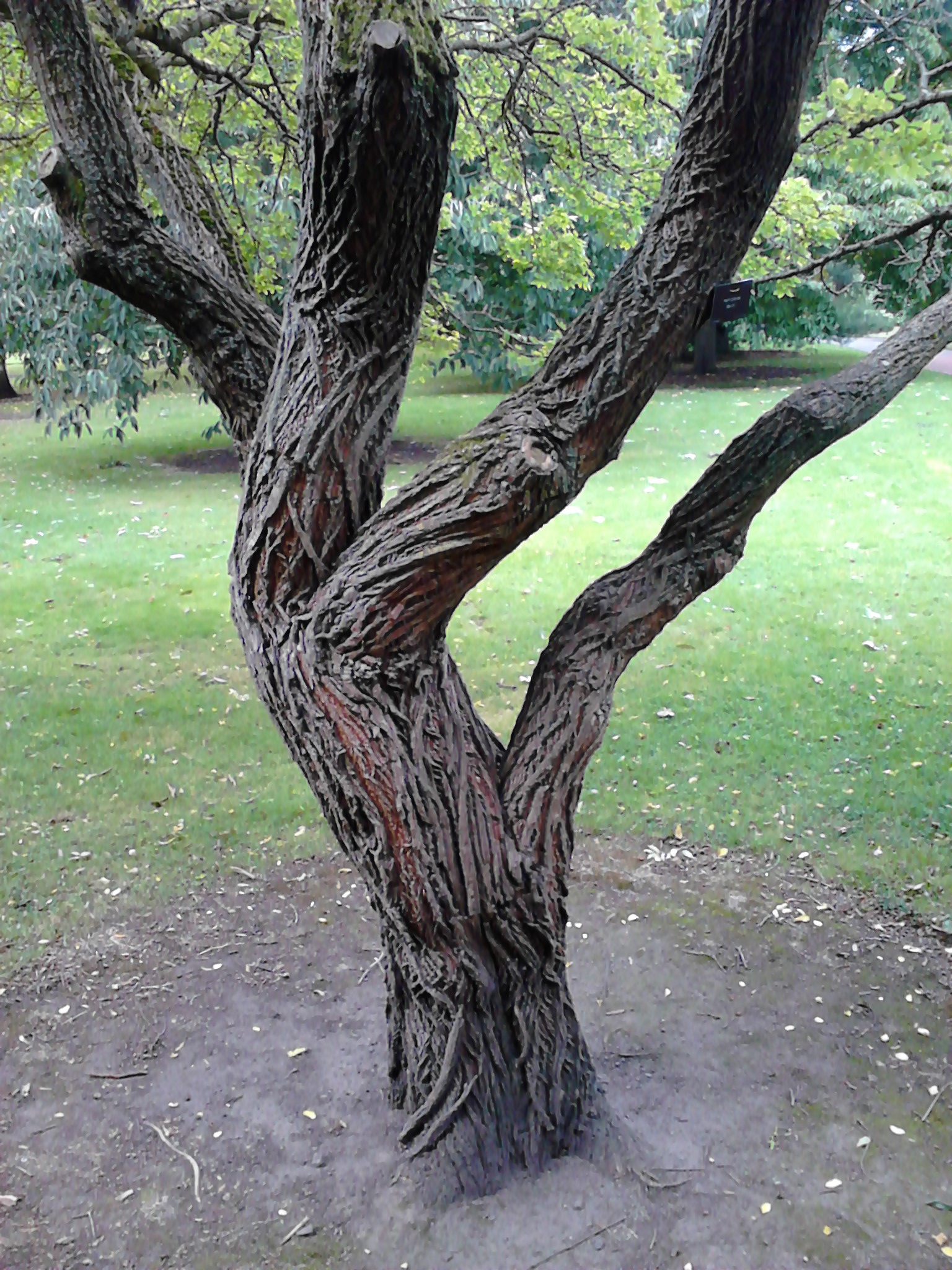
ハリゲヤキの樹皮
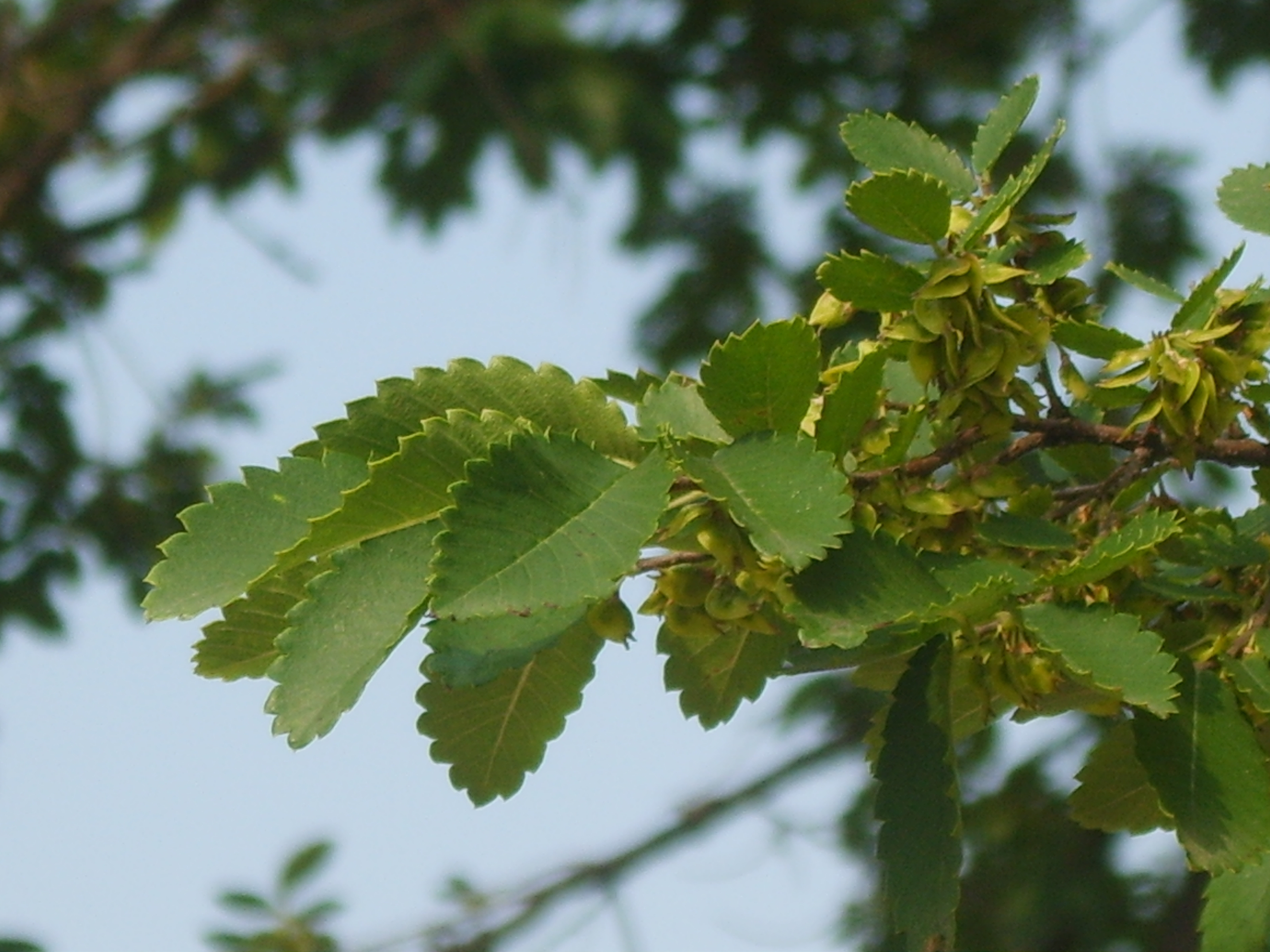
ハリゲヤキの葉

- Holoptelea

和名未定の属。インドシナ半島からインドにかけての南アジア地域とアフリカに1種ずつの計2種が知られる。葉に鋸歯はなく、花は単性花で雌雄同株。種子は翼果（英samara）。アジアに分布するH. integrifoliaはインド各地で伝統医学に用いられるほか、葉の抽出液は日本脳炎を媒介するカの一種Culex vishnuiのボウフラに対して殺虫活性を示すという

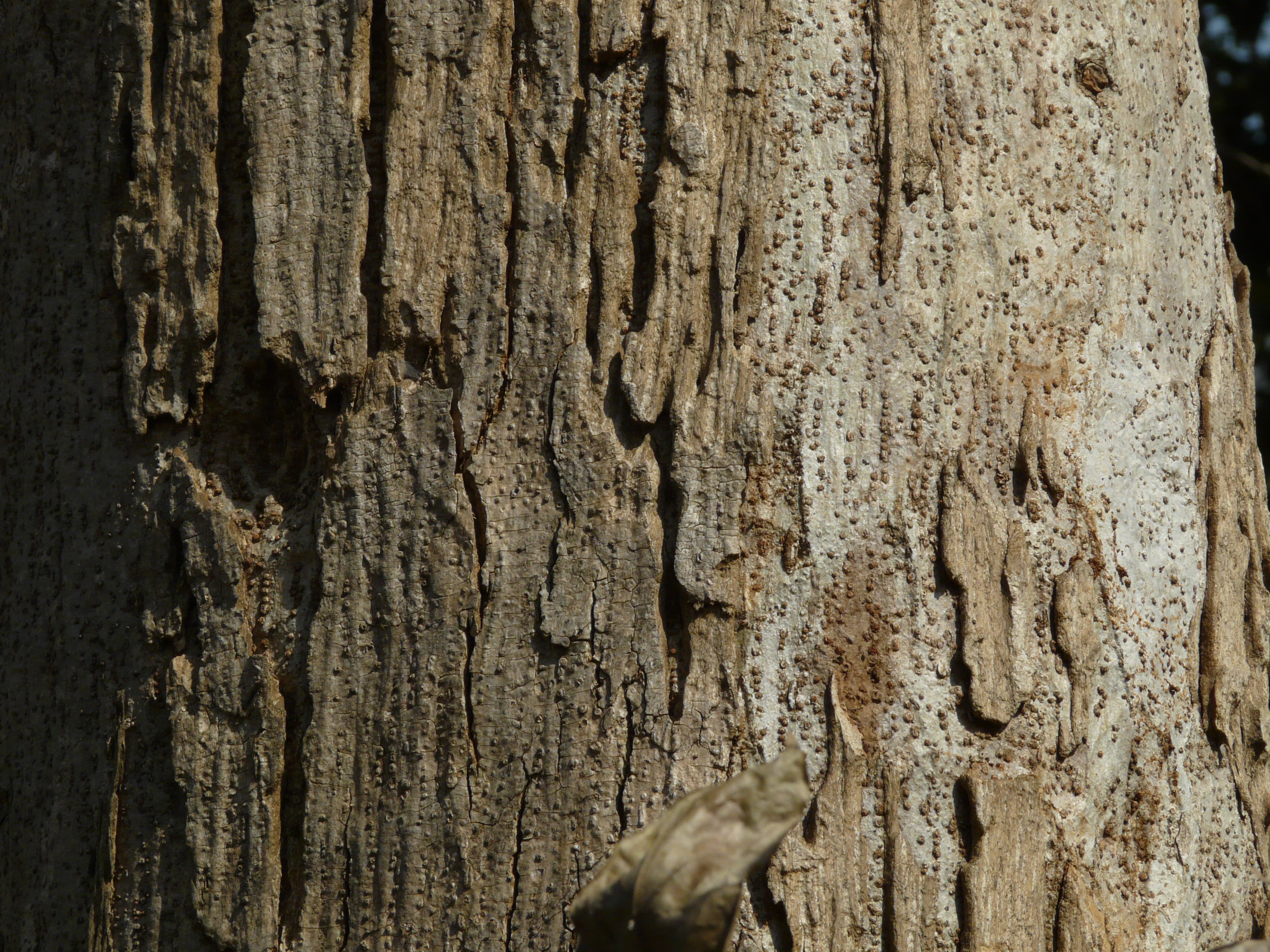
Holoptelea integrifoliaの樹皮
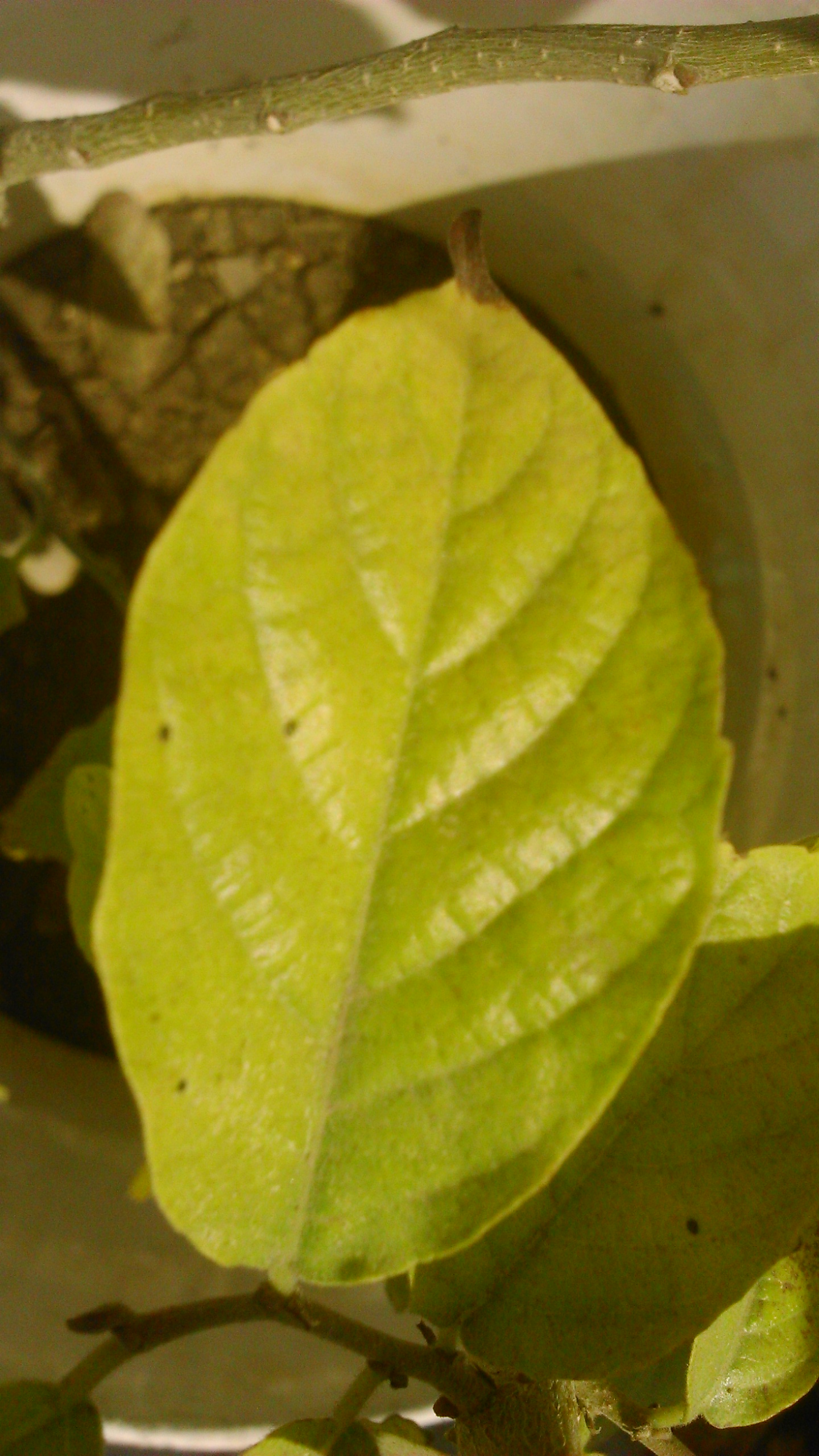
H. integrifoliaの葉
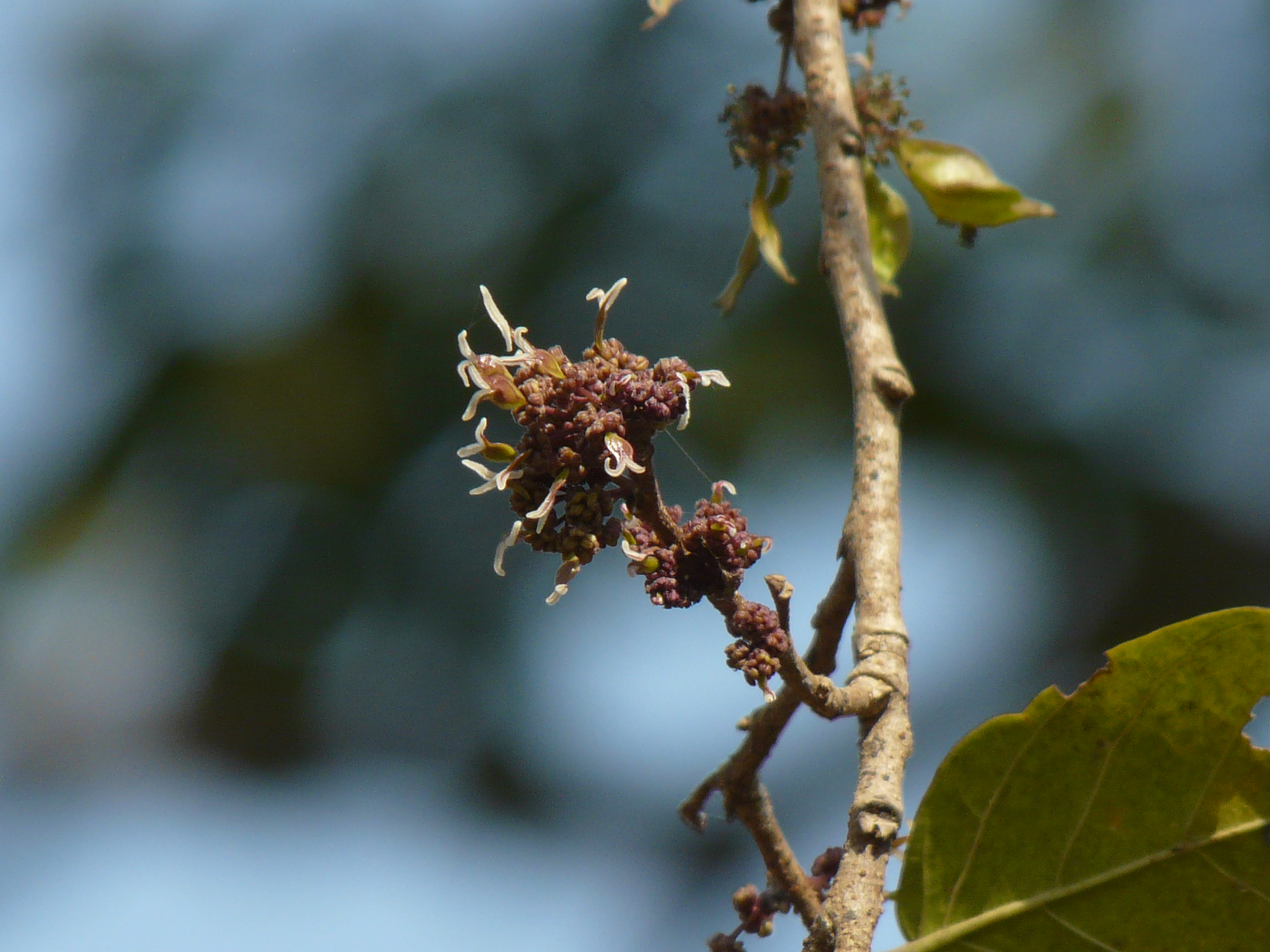
H. integrifoliaの花
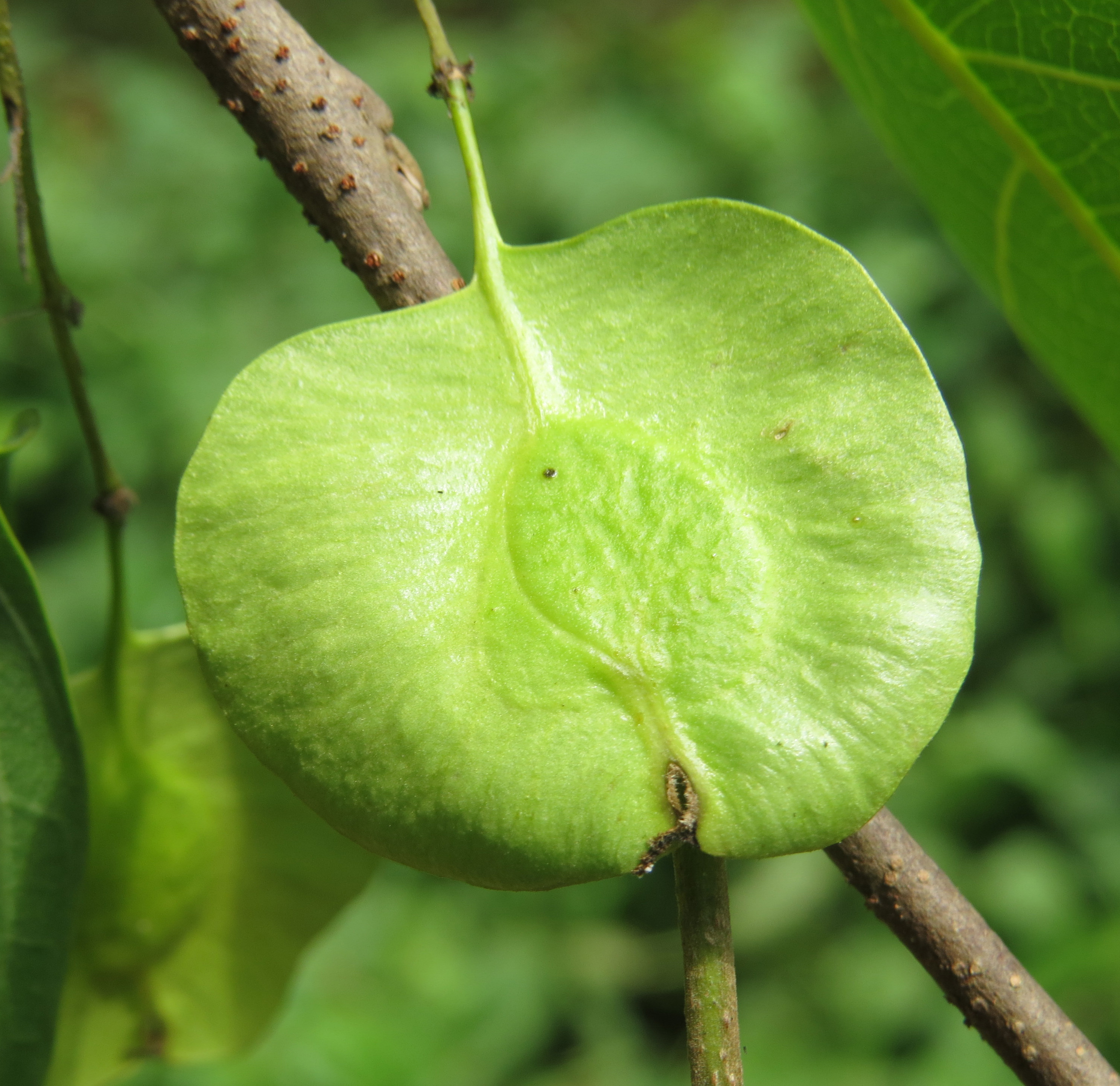
H. integrifoliaの若い果実
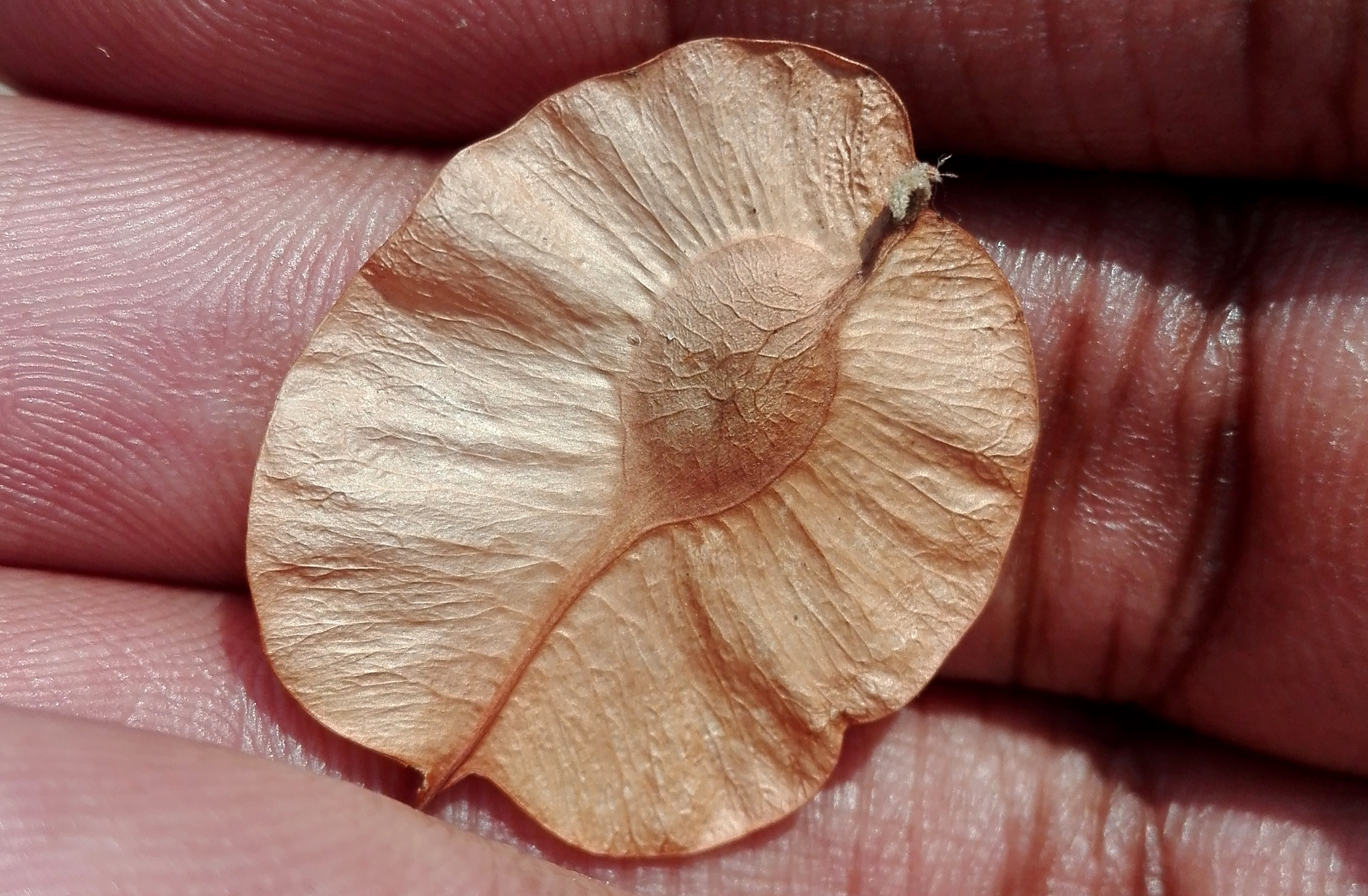
H. integrifoliaの果実

- Phyllostylon

和名未定の属。南米に2種もしくは3種が知られる。

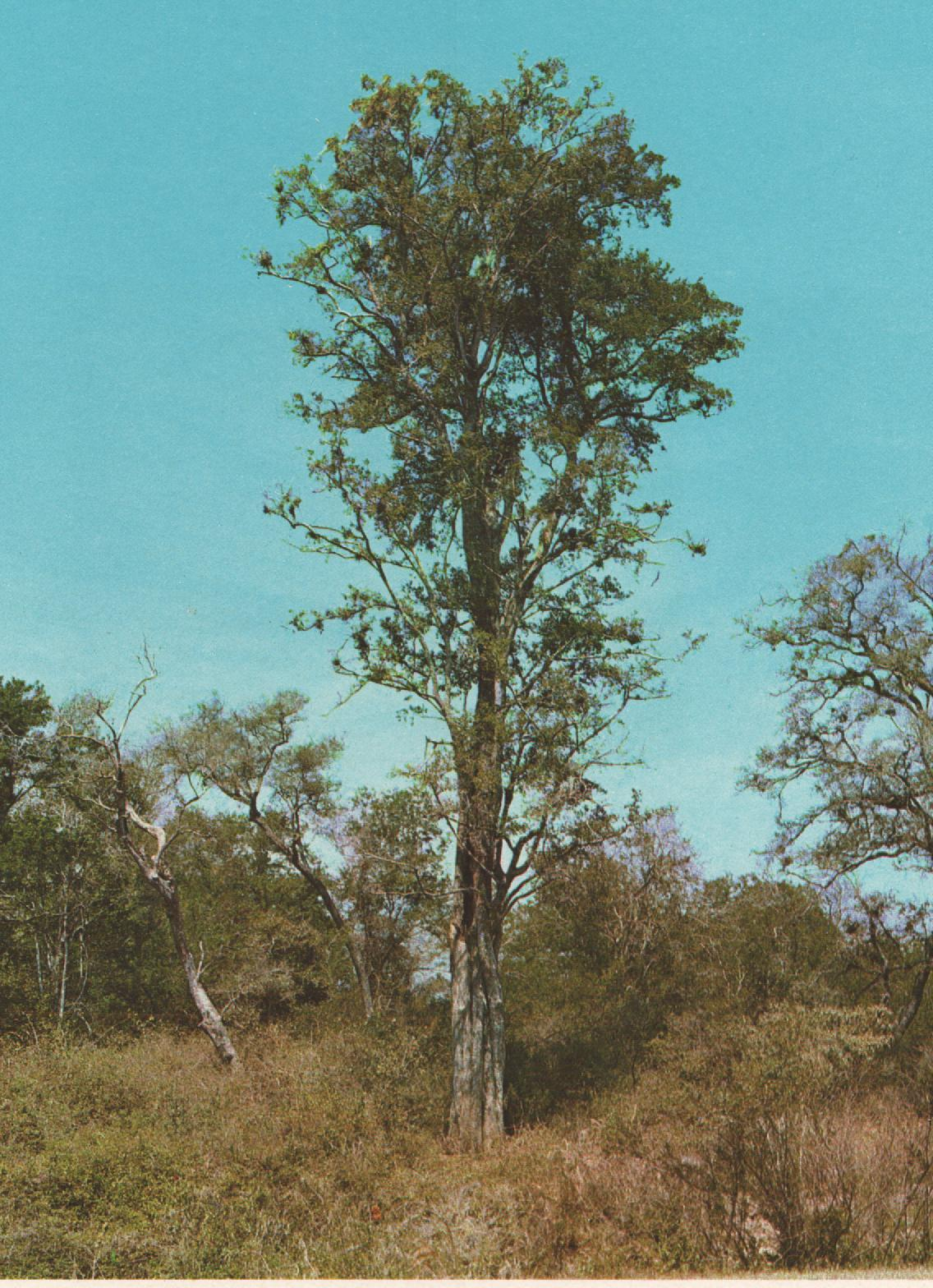
Phyllostylon rhamnoidesの樹形

- Planera

和名未定の属。アメリカ合衆国南東部にPlanera aquatica（和名未定）一種だけが知られる単型の属である。

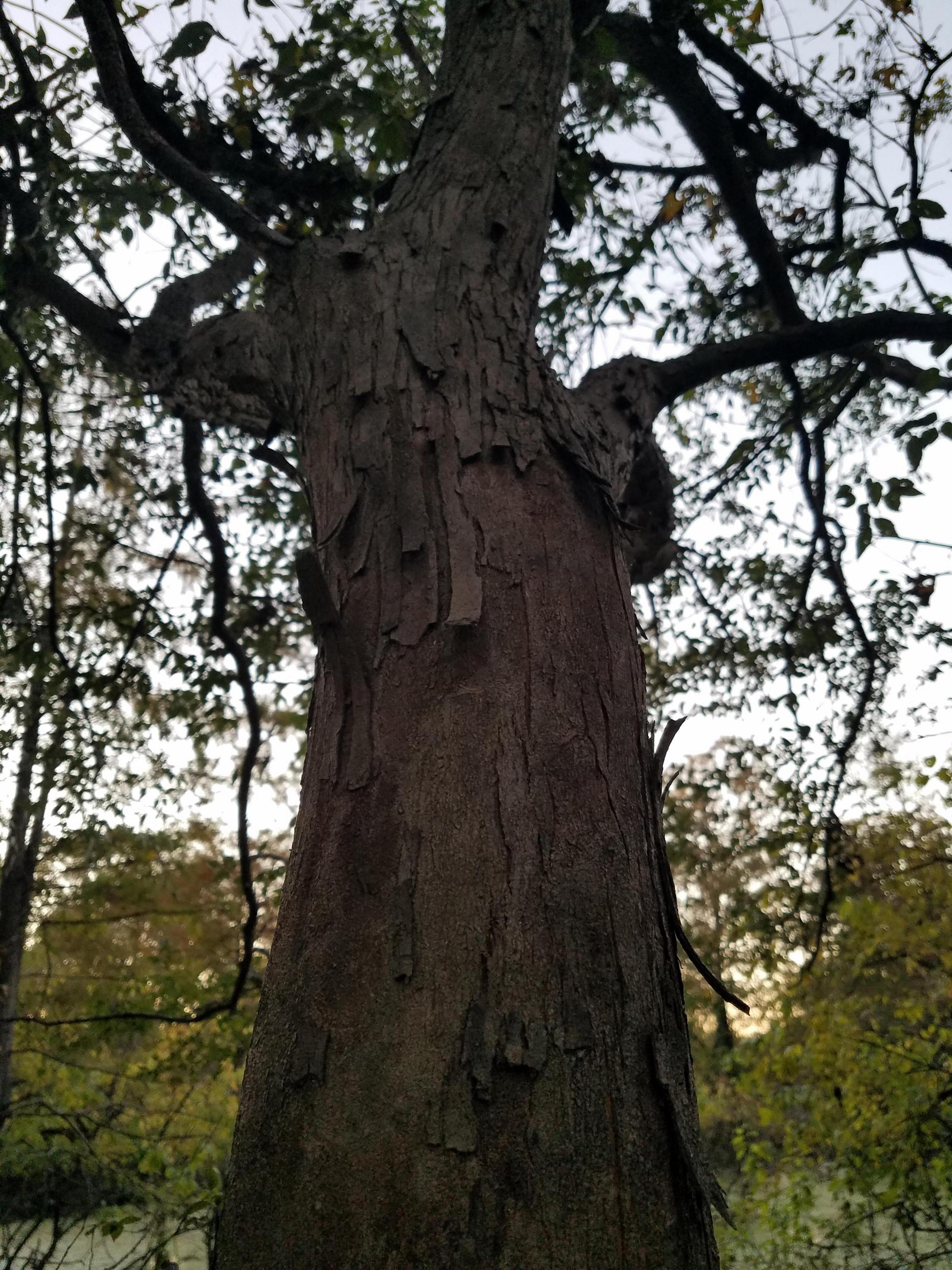
P. aquaticaの樹皮
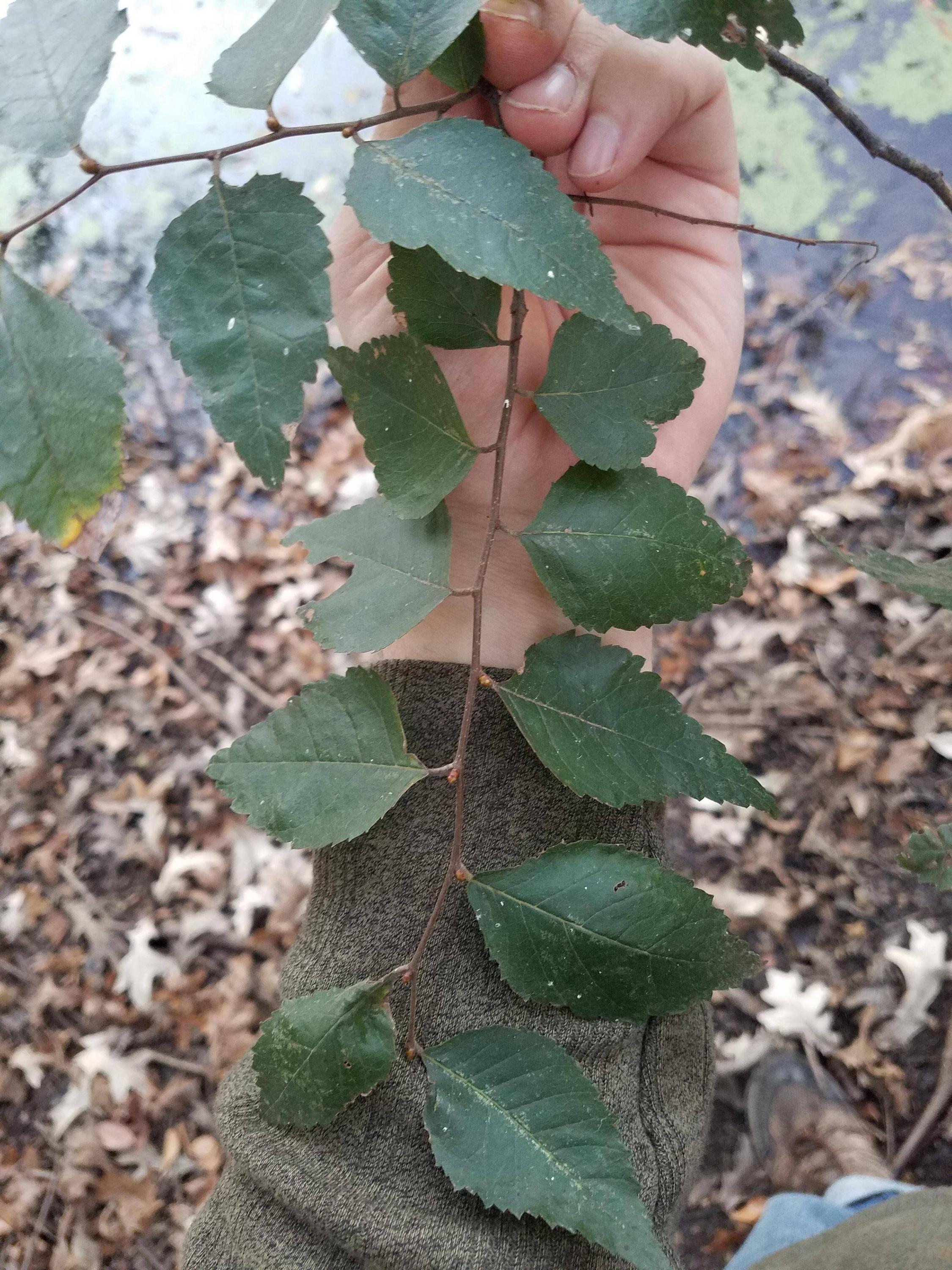
P. aquaticaの葉
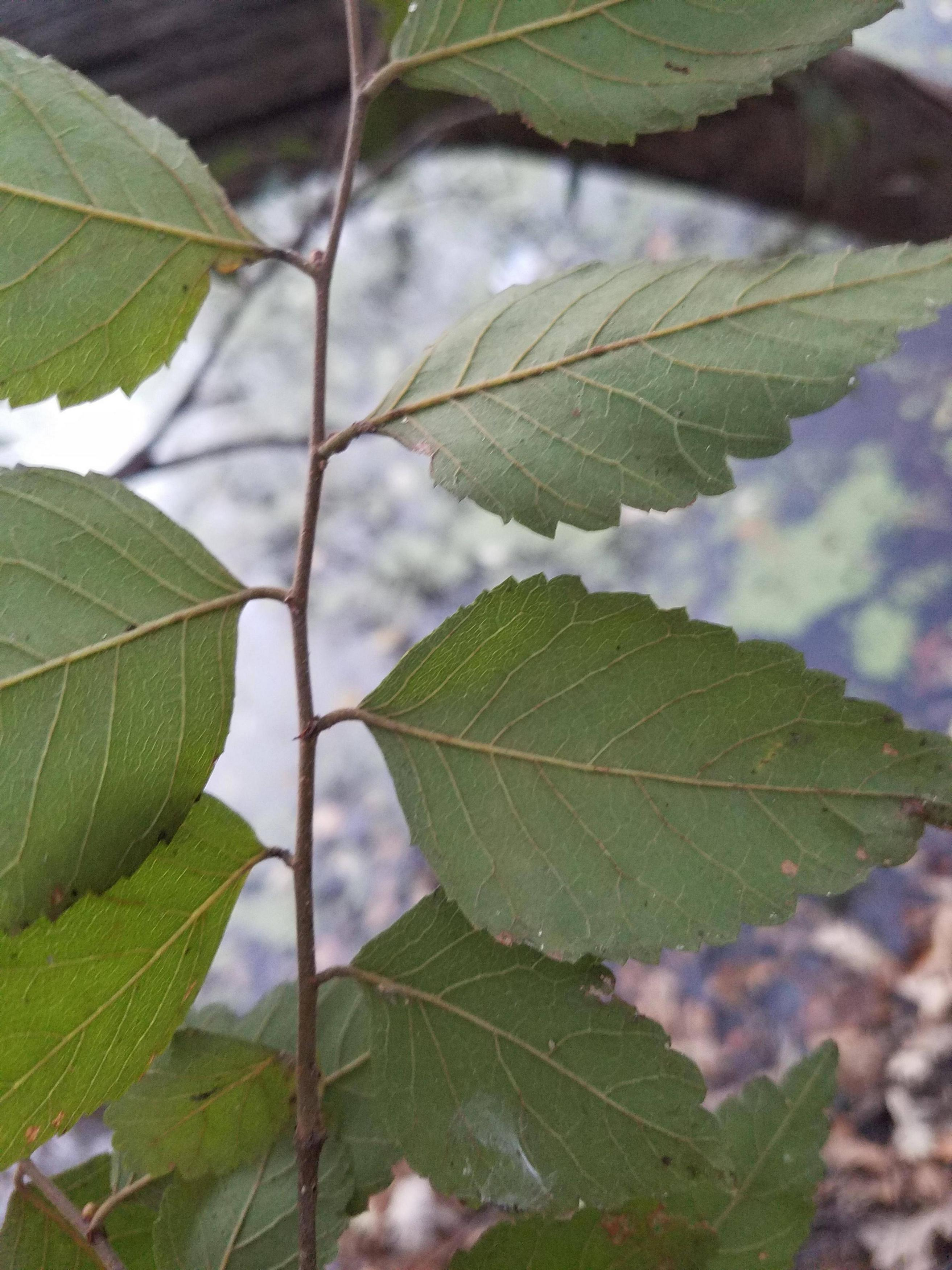
P. aquaticaの葉は互生する
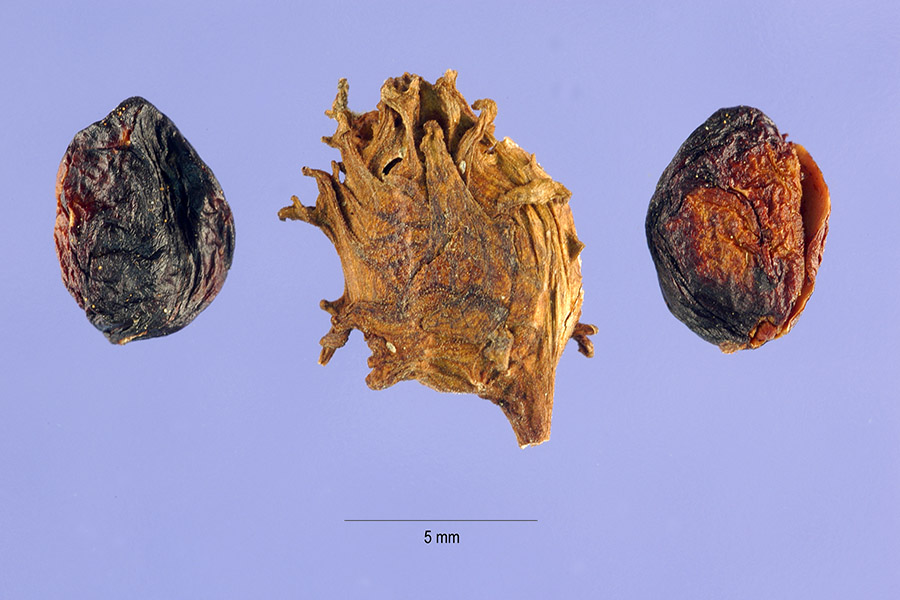
P. aquaticaの果実と種子

- ニレ属（学名 Ulmus）

英名elmからエルムと呼ばれることもある。枝はジグザクに伸びる（仮軸分岐）、葉の生え方は互生で基部は左右でずれる。葉の縁には明確な鋸歯を有し、大きな鋸歯の間に小さい鋸歯を挟む二重鋸歯と呼ばれる珍しいタイプである。花は両性花、種子は翼果である。

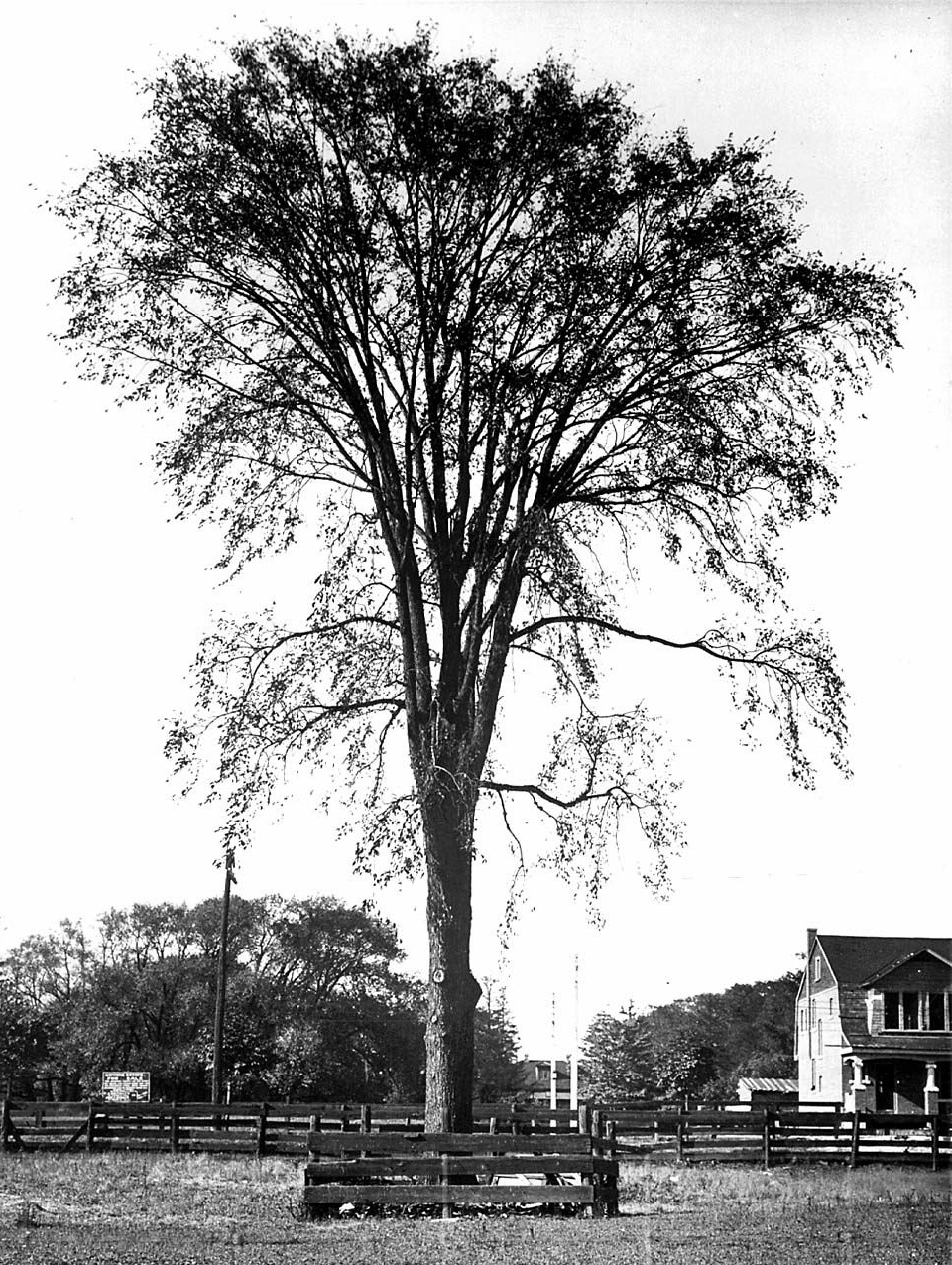
Ulmus americanaの樹形
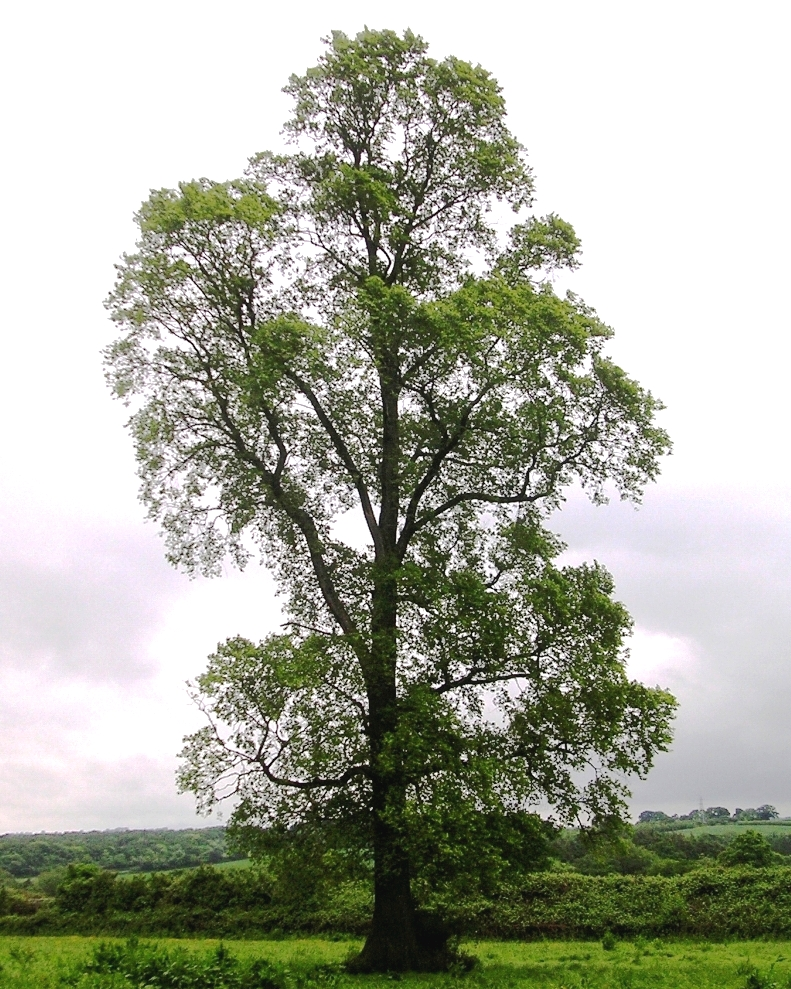
U. minorの樹形
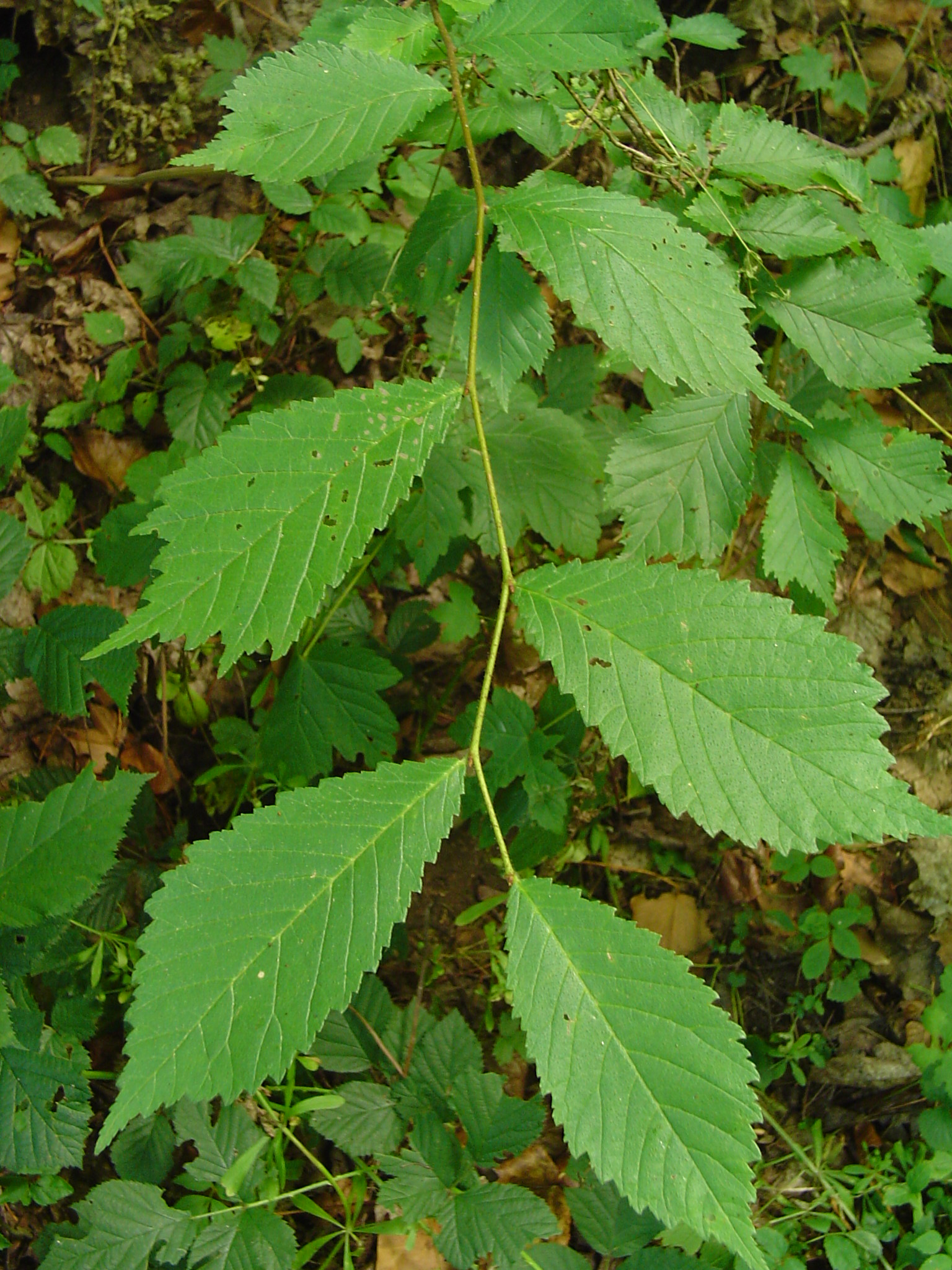
U. glabraのジグザグに伸びる枝と互生する葉
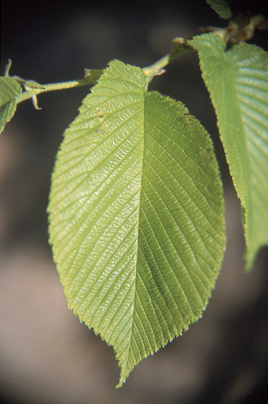
U. rubraの葉。基部でずれるのがわかる
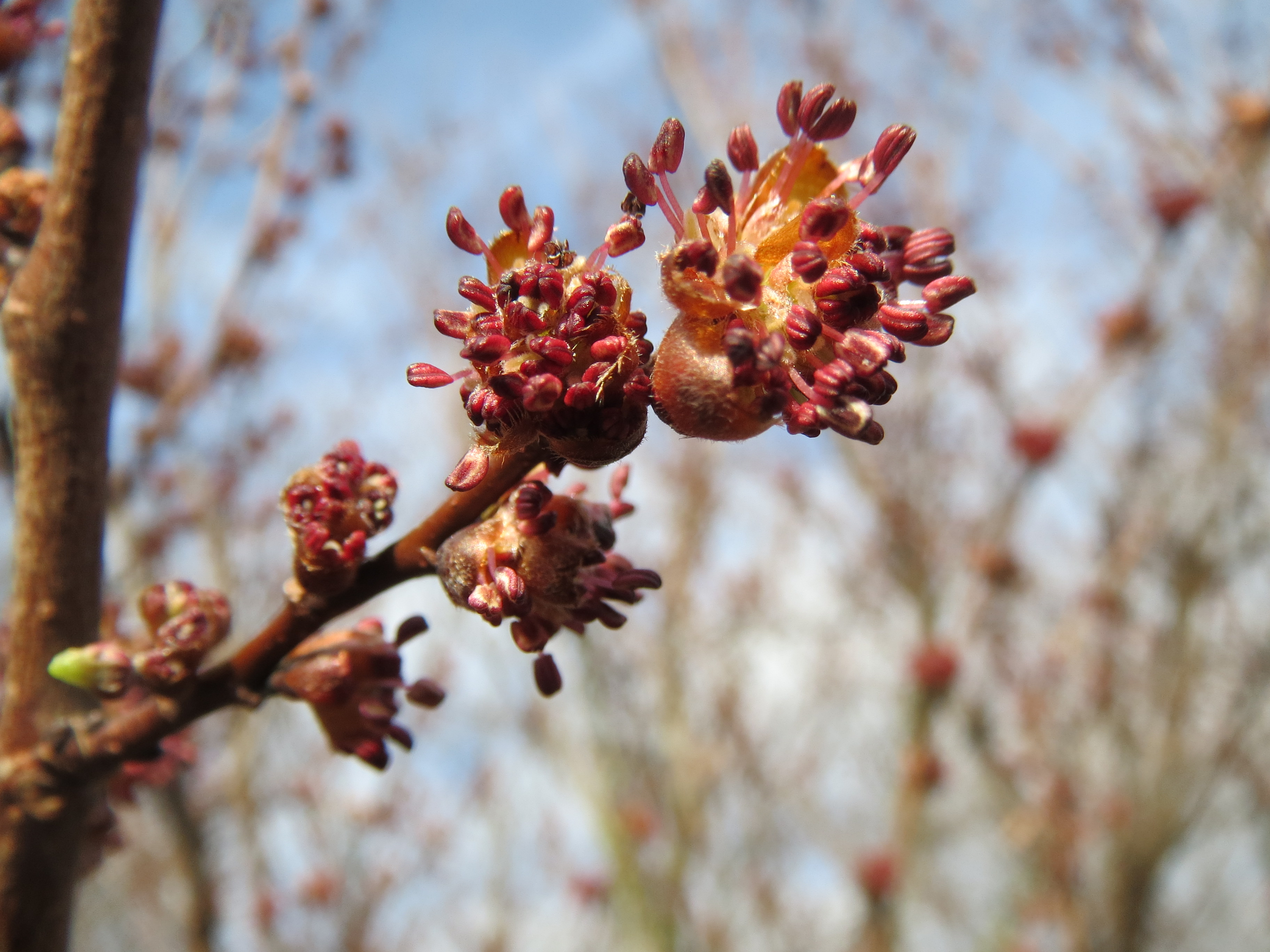
U. minorの花

- ケヤキ属（学名 Zelkova）

枝は仮軸分岐。葉は鋸歯を持つがニレ属のような二重鋸歯ではなく、普通の鋸歯である。花は単性で雄花と雌花があり、同じ株にどちらも生じる雌雄同株である。種子は翼を持たないが、落果の時に枝及び何枚の葉と一緒に落ちるという変わった散布方法を取る。この枝を英名fruiting shoot（和名は着果枝、結果枝、着実枝など一定していない）と呼ぶ。

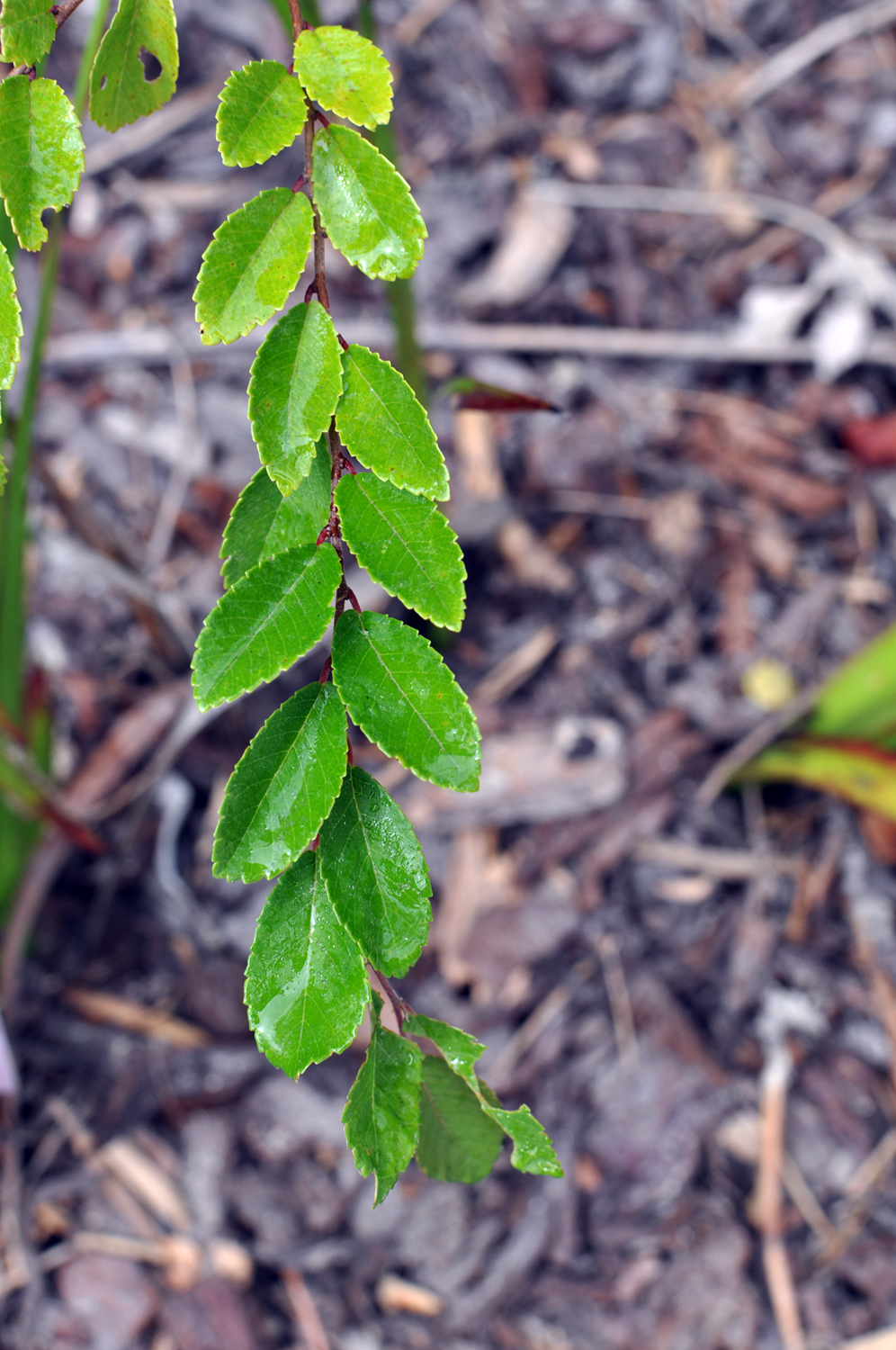
葉は互生するZ. sicula
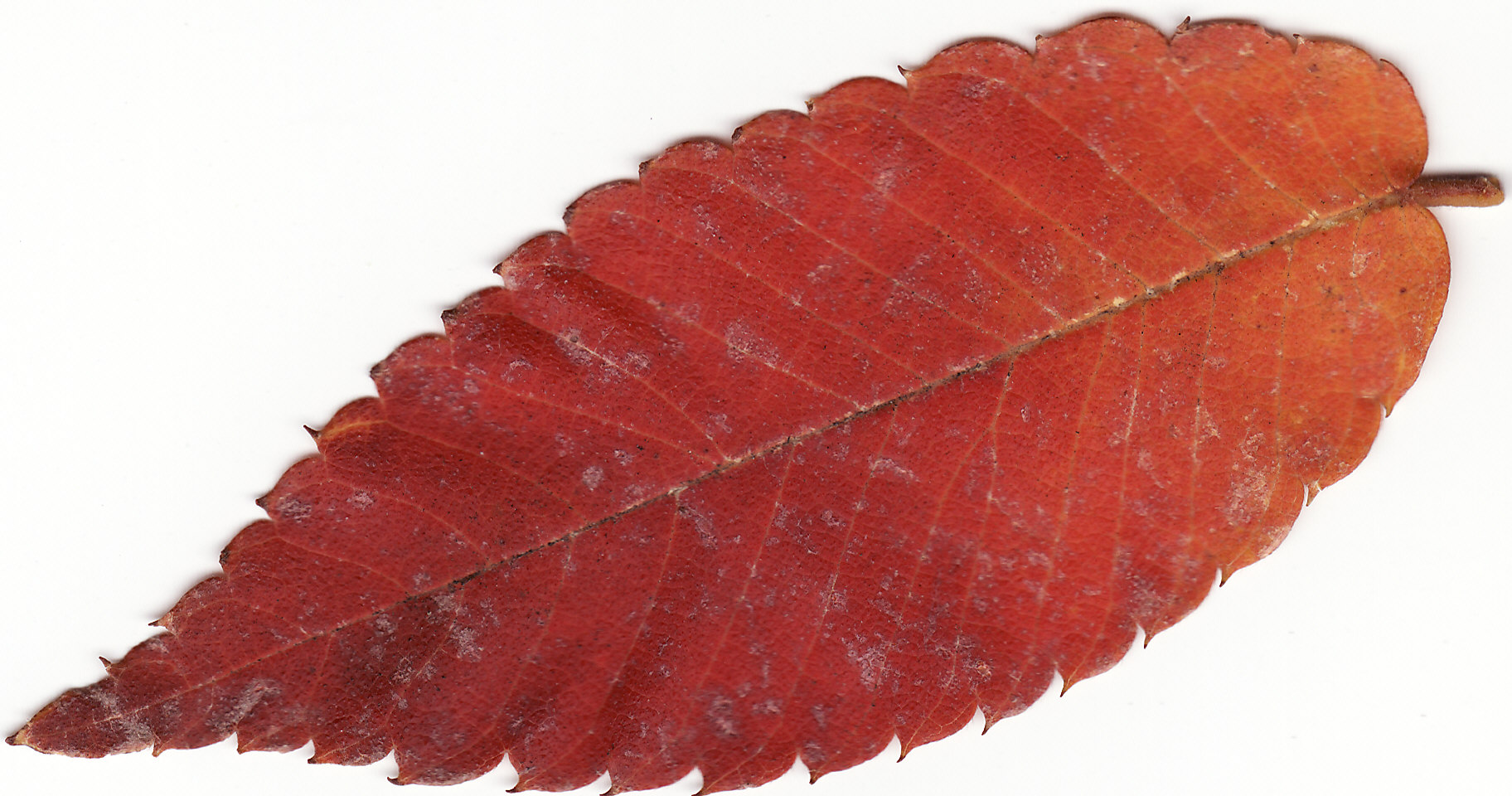
鋸歯は丸みを帯びた普通のもの、葉脈は羽状Z. serrata
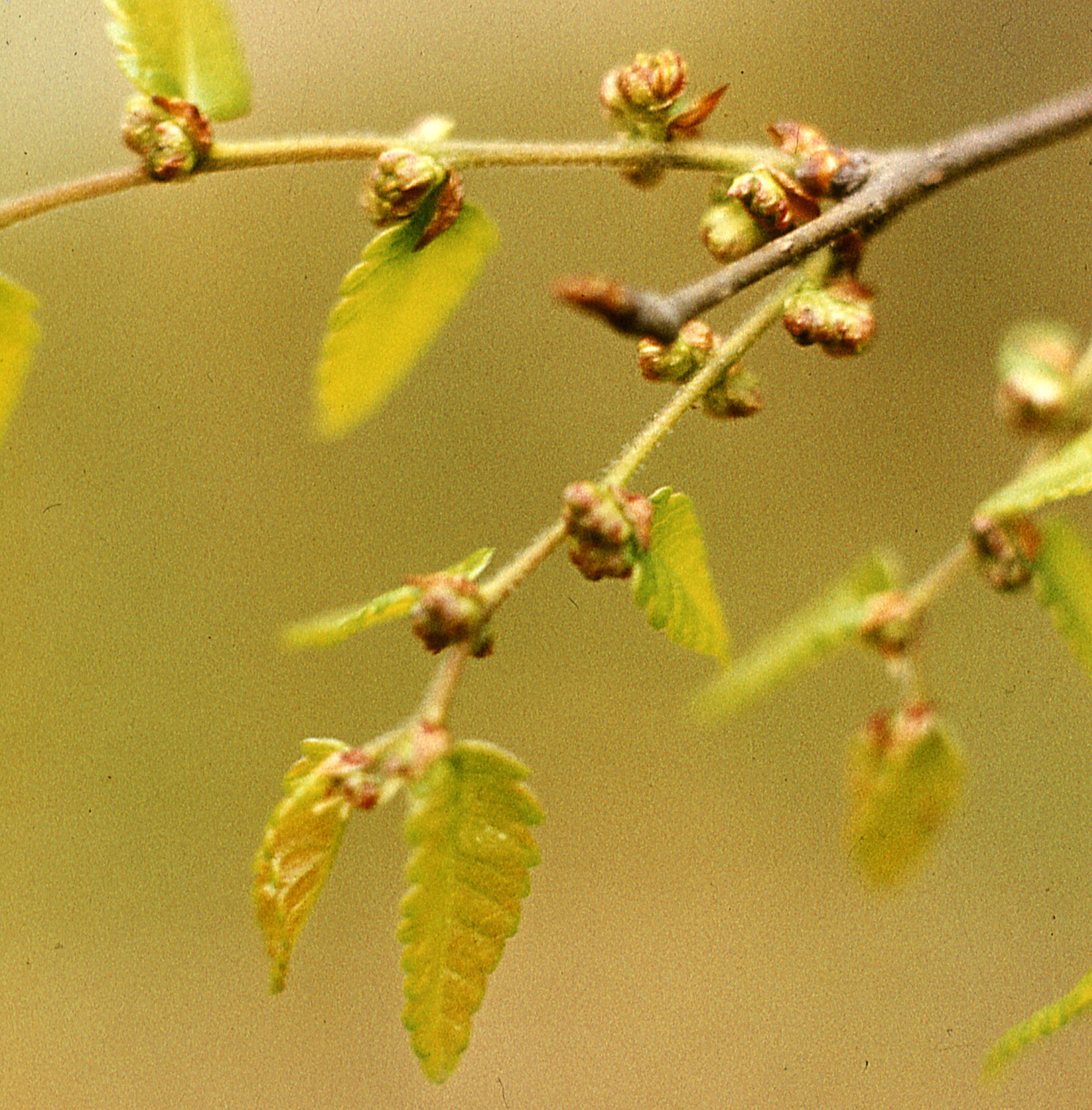
Z. carpinifoliaの花
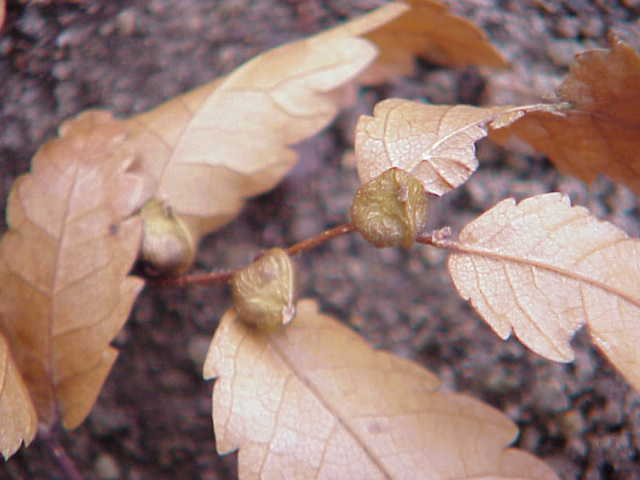
葉と一緒に落ちたZ. carpinifoliaの種子

- エノキ亜科

かつてはエノキ亜科としてエノキ属（Celtis）、ムクノキ属（Aphananthe）、ウラジロエノキ属（Trema）などが含まれていたが、これらはAPG分類体系によってアサ科（学名 Cannabaceae）に所属が変更になっている。エノキ亜科を認めた場合、現存のニレ科の各属はニレ亜科としていた。